# Temporada 1965 de las Grandes Ligas de Béisbol
En la Temporada 1965 de las Grandes Ligas de Béisbol Houston Colt .45s se convirtió en el Astros, ya que se trasladó del Colts Stadium al nuevo Astrodome, convirtiéndose en el primer equipo en jugar sus partidos de local en un estadio cerrado, en lugar de al aire libre. También fue la última temporada para los Braves en Milwaukee, antes de trasladarse a Atlanta	 para la temporada 1966. Los Angeles Angels cambiaron oficialmente su nombre a California Angels antes de su movimiento pendiente 1966 a un nuevo estadio en Anaheim.
El Juego de las Estrellas fue disputado el 13 de julio en el Metropolitan Stadium y fue ganado por la Liga Nacional con un marcador de 6-5.
La Serie Mundial se llevó a cabo entre el 6 al 14 de octubre finalizó cuando Los Angeles Dodgers derrotó en 7 juegos a Minnesota Twins.

## Premios y honores
- MVP
  - Zoilo Versalles, Minnesota Twins (AL)
  - Willie Mays, San Francisco Giants (NL)
- Premio Cy Young
  - Sandy Koufax, Los Angeles Dodgers (NL)
- Novato del año
  - Curt Blefary, Baltimore Orioles (AL)
  - Jim Lefebvre, Los Angeles Dodgers (NL)

## Temporada Regular
| Liga Americana        | Liga Americana | Liga Americana | Liga Americana | Liga Americana | Liga Americana | Liga Americana |
| Equipo                | V              | D              | CTE            | JD             | LOCAL          | VISITA         |
| --------------------- | -------------- | -------------- | -------------- | -------------- | -------------- | -------------- |
| Minnesota Twins       | 102            | 60             | 0.630          | -              | 51-30          | 51-30          |
| Chicago White Sox     | 95             | 67             | 0.586          | 7              | 48-33          | 47-34          |
| Baltimore Orioles     | 94             | 68             | 0.580          | 8              | 46-33          | 48-35          |
| Detroit Tigers        | 89             | 73             | 0.549          | 13             | 47-34          | 42-39          |
| Cleveland Indians     | 87             | 75             | 0.537          | 15             | 52-30          | 35-45          |
| New York Yankees      | 77             | 85             | 0.475          | 25             | 40-43          | 37-42          |
| California Angels     | 75             | 87             | 0.463          | 27             | 46-34          | 29-53          |
| Washington Senators   | 70             | 92             | 0.432          | 32             | 36-45          | 34-47          |
| Boston Red Sox        | 62             | 100            | 0.383          | 40             | 34-47          | 28-53          |
| Kansas City Athletics | 59             | 103            | 0.364          | 43             | 33-48          | 26-55          |

| Liga Nacional         | Liga Nacional | Liga Nacional | Liga Nacional | Liga Nacional | Liga Nacional | Liga Nacional |
| Equipo                | V             | D             | CTE           | JD            | LOCAL         | VISITA        |
| --------------------- | ------------- | ------------- | ------------- | ------------- | ------------- | ------------- |
| Los Angeles Dodgers   | 97            | 65            | 0.599         | -             | 50-31         | 47-34         |
| San Francisco Giants  | 95            | 67            | 0.586         | 2             | 51-30         | 44-37         |
| Pittsburgh Pirates    | 90            | 72            | 0.556         | 7             | 49-32         | 41-40         |
| Cincinnati Reds       | 89            | 73            | 0.549         | 8             | 49-32         | 40-41         |
| Milwaukee Braves      | 86            | 76            | 0.531         | 11            | 44-37         | 42-39         |
| Philadelphia Phillies | 85            | 76            | 0.528         | 11½           | 45-35         | 40-41         |
| St. Louis Cardinals   | 80            | 81            | 0.497         | 16½           | 42-39         | 38-42         |
| Chicago Cubs          | 72            | 90            | 0.444         | 25            | 40-41         | 32-49         |
| Houston Astros        | 65            | 97            | 0.401         | 32            | 36-45         | 29-52         |
| New York Mets         | 50            | 112           | 0.309         | 47            | 29-52         | 21-60         |

## Postemporada
NL Los Angeles Dodgers (4) vs. AL Minnesota Twins (3)
|                                           |
| Campeón Los Angeles Dodgers Cuarto Título |

## Líderes de la liga

### Liga Americana
Líderes de Bateo 
| Categoría           | Jugador         | Equipo | Marca |
| ------------------- | --------------- | ------ | ----- |
| Porcentaje de bateo | Tony Oliva      | MIN    | .321  |
| Cuadrangulares      | Tony Conigliaro | BOS    | 32    |
| Carreras Impulsadas | Rocky Colavito  | CLE    | 108   |
| Carreras Anotadas   | Zoilo Versalles | MIN    | 126   |
| Hits                | Tony Oliva      | MIN    | 185   |
| Robo de Bases       | Bert Campaneris | KCA    | 51    |

Líderes de Pitcheo 
| Categoría         | Jugador                                         | Equipo  | Marca |
| ----------------- | ----------------------------------------------- | ------- | ----- |
| Victorias         | Mudcat Grant                                    | MIN     | 21    |
| Derrotas          | John O'Donoghue Bill Monbouquette Dave Morehead | KCA BOS | 18    |
| ERA               | Sam McDowell                                    | CLE     | 2.18  |
| Ponches           | Sam McDowell                                    | CLE     | 325   |
| Entradas Lanzadas | Mel Stottlemyre                                 | NYY     | 291   |
| Juegos salvados   | Ron Kline                                       | WSA     | 32    |

### Liga Nacional
Líderes de Bateo 
| Categoría           | Jugador          | Equipo | Marca |
| ------------------- | ---------------- | ------ | ----- |
| Porcentaje de bateo | Roberto Clemente | PIT    | .329  |
| Cuadrangulares      | Willie Mays      | SFG    | 52    |
| Carreras Impulsadas | Deron Johnson    | CIN    | 130   |
| Carreras Anotadas   | Tommy Harper     | CIN    | 126   |
| Hits                | Pete Rose        | CIN    | 209   |
| Robo de Bases       | Maury Wills      | LAD    | 94    |

Líderes de Pitcheo 
| Categoría         | Jugador       | Equipo | Marca |
| ----------------- | ------------- | ------ | ----- |
| Victorias         | Sandy Koufax  | LAD    | 26    |
| Derrotas          | Jack Fisher   | NYM    | 24    |
| ERA               | Sandy Koufax  | LAD    | 2.04  |
| Ponches           | Sandy Koufax  | LAD    | 382   |
| Entradas Lanzadas | Sandy Koufax  | LAD    | 335.2 |
| Juegos salvados   | Ted Abernathy | CHC    | 31    |